# Amblyornis subalaris
Amblyornis subalaris е вид птица от семейство Ptilonorhynchidae.

## Разпространение
Видът е разпространен в Папуа Нова Гвинея.